# Guilherme Mello
Guilherme Santos Mello (9 de junho de 1983) é um economista, sociólogo e professor brasileiro, atual Secretário de Política Econômica do Ministério da Fazenda do Brasil. É professor licenciado do Instituto de Economia (IE) da Universidade Estadual de Campinas (Unicamp).

## Biografia

### Formação acadêmica
Mello formou-se em Ciências Econômicas pela Pontifícia Universidade Católica de São Paulo (PUC-SP), no ano de 2006, e em Ciências Sociais pela Universidade de São Paulo, no ano de 2008. Em 2013, obteve seu doutoramento pela Universidade Estadual de Campinas (Unicamp), ao defender a tese Os derivativos e a crise do subprime: o capitalismo em sua "quarta dimensão" sob orientação de Ricardo Carneiro, pela qual obteve o 3º lugar do 34º Prêmio BNDES de Economia na categoria Doutorado.

### Atuação
Em 2016, ingressou no corpo docente do Instituto de Economia da Unicamp, associado ao Departamento de Política e História Econômica. Na instituição, foi diretor do Centro de Estudos de Conjuntura e Política Econômica (CECON) entre 2018 e 2020 e coordenador do programa de pós-graduação em desenvolvimento econômico de 2020 a 2022.
Em 2018, foi assessor econômico para a campanha de Fernando Haddad à Presidência da República. Foi um dos formuladores do programa econômico da campanha presidencial de Lula em 2022, como coordenador do grupo de economistas do Partido dos Trabalhadores (PT). Nesta campanha, atuou como porta-voz do partido em diferentes eventos e seminários econômicos.
Em novembro de 2022, Mello foi anunciado pelo vice-presidente eleito Geraldo Alckmin como coordenador do grupo técnico de economia do Gabinete de Transição Presidencial, instituído para orientar as iniciativas do governo Lula na área econômica.
No dia 22 de dezembro de 2022, foi confirmado por Fernando Haddad como Secretário de Política Econômica do Ministério da Fazenda, cargo que assumiria em 2023.